# Instituto Español Vicente Cañada Blanch
El Instituto Español Vicente Cañada Blanch es una institución educativa internacional española situada en el barrio de Kensington, Londres, Reino Unido, que sigue el plan de estudios español para estudiantes de 5 a 19 años. El gobierno español es el propietario del instituto, que ocupa un antiguo convento dominico, y el Ministerio de Educación, Cultura y Deporte de España es el encargado de su gestión. En 2013 la escuela contaba con 530 alumnos La escuela se estableció en Greenwich en 1972 y se trasladó a su ubicación actual en 1982.